# Glogovo
Glogovo (Bulgaars: Глогово) is een dorp in de Bulgaarse gemeente Teteven, oblast Lovetsj. Het dorp ligt 40 km ten zuidwesten van Lovetsj en 83 km ten noordoosten van Sofia. De dichtstbijzijnde nederzetting is het dorp Babintsi. 

## Bevolking
Op 31 december 2020 telde het dorp Glogovo 1.525 inwoners.
| Bevolkingsontwikkeling tussen 1934 en 2020          |
| --------------------------------------------------- |
|                                                     |
| Bron: Nationaal Statistisch Instituut van Bulgarije |

Het dorp wordt grotendeels bewoond door etnische Bulgaren (1.110 van de 1.470 inwoners, oftewel 75,5%).
| Etnische samenstelling van de respondenten (2011) | Etnische samenstelling van de respondenten (2011) | Etnische samenstelling van de respondenten (2011) | Etnische samenstelling van de respondenten (2011) | Etnische samenstelling van de respondenten (2011) |
| ------------------------------------------------- | ------------------------------------------------- | ------------------------------------------------- | ------------------------------------------------- | ------------------------------------------------- |
|                                                   |                                                   |                                                   |                                                   |                                                   |
| Bulgaren                                          | Bulgaren                                          |                                                   | 75,5%                                             | 75,5%                                             |
| Turken                                            | Turken                                            |                                                   | 0,2%                                              | 0,2%                                              |
| Roma                                              | Roma                                              |                                                   | 0,2%                                              | 0,2%                                              |
| Anders/Onbekend                                   | Anders/Onbekend                                   |                                                   | 24,1%                                             | 24,1%                                             |